# ディフォレスト・バックナー
- デフォレスト・バックナー

ディフォレスト・ジョージ・バックナー（DeForest George Buckner, 1994年3月17日 - ）は、アメリカ合衆国ハワイ州ワイアナエ出身のプロアメリカンフットボール選手。NFLのインディアナポリス・コルツに所属している。ポジションはディフェンシブタックル。

## 経歴

### カレッジ
オレゴン大学に進学し、3年目の2015年シーズンにはオールアメリカンファーストチームに選手され、Pac-12の最優秀守備選手を受賞した。このシーズン終了後に2016年のNFLドラフトへアーリーエントリーした。

### サンフランシスコ・49ers
| 6 ft 7 in (201 cm)           | 291 lb (132 kg) | 34+3⁄8 in (87 cm) | 11+3⁄4 in (30 cm) | 5.05 s | 1.77 s | 2.96 s | 4.47 s | 7.51 s | 32 in (81 cm) | 9 ft 8 in (2.95 m) |
| All values from NFL Combine, |                 |                   |                   |        |        |        |        |        |               |                    |

ドラフト全体7位でサンフランシスコ・49ersから指名され、その後4年間のルーキー契約を結んだ。5年目の契約はチームオプションとなる。

#### 2016年シーズン
第6週のバッファロー・ビルズ戦にてタイロッド・テイラーからキャリア初となるサックを記録した。第14週のニューヨーク・ジェッツ戦ではチーム最多となる11タックルを記録した。

#### 2017年シーズン
カロライナ・パンサーズとのシーズン開幕戦ではキャム・ニュートンを抑え込み、勝利に貢献した。第15週のテネシー・タイタンズ戦ではシーズン最多となる9タックルに加え、マーカス・マリオタからハーフサックを記録した。

#### 2018年シーズン
ミネソタ・バイキングスとのシーズン開幕戦ではカーク・カズンズから2.5サックを記録。続く第2週のデトロイト・ライオンズ戦ではマシュー・スタッフォードからサックを記録した。第13週、15週のシアトル・シーホークス戦ではいずれの試合もラッセル・ウィルソンから2サックを記録した。
このシーズンはキャリア最多となる12サックを記録し、自身初となるプロボウルに選出された。

#### 2019年シーズン
開幕前に49ersから5年目の契約オプションを行使された。
第4週のクリーブランド・ブラウンズとのマンデーナイトフットボールではチームメイトのニック・ボーサと共に、ベイカー・メイフィールドからサックを記録した。このシーズンは61タックル、7.5サックを記録し、オールプロセカンドチームに選出された。
チームはプレーオフを勝ち上がってスーパーボウルに出場し、カンザスシティ・チーフスと対戦。自身はパトリック・マホームズからサックを記録したが、チームは敗れた。

### インディアナポリス・コルツ
2020年3月18日に同年のドラフト1巡目指名権とのトレードでインディアナポリス・コルツへ移籍し、直後にコルツと4年総額8400万ドルの契約延長に合意した。

#### 2020年シーズン
第15週のヒューストン・テキサンズ戦ではデショーン・ワトソンからキャリア最多となる3サックを記録し、AFCの週間最優秀守備選手に選出された。
このシーズンは58タックル、9.5サックを記録し、オールプロファーストチームに選出された。

#### 2021年シーズン
このシーズンは68タックル、7サックを記録し、3年ぶりとなるプロボウルに選出された。

#### 2022年シーズン
このシーズンは74タックル、8サック、22QBヒット、3パスディフレクションを記録した。

#### 2023年シーズン
開幕週のジャクソンビル・ジャガーズ戦で、トレバー・ローレンスをサックしてファンブルフォースし、それをリカバーしたタンク・ビグスビーが再びファンブルしたボールをリカバーしてエンドゾーンまで運び、自身2度目のファンブルリカバーTDを記録した。
シーズンでは81タックル、8サック、21QBヒットを記録し、クリス・ジョーンズの代理として3度目のプロボウルに選出された。

#### 2024年シーズン
契約最終年を前にした2024年4月15日、コルツと2年総額4600万ドルの契約延長に合意した。
シーズンでは第2週のグリーンベイ・パッカーズ戦で足首を負傷し、翌週から5試合を欠場した。

## 詳細情報

### 年度別成績
| シーズン | チーム | 試合 | 試合 | タックル | タックル | タックル | タックル | ファンブル | ファンブル | ファンブル | ファンブル | インターセプト | インターセプト | インターセプト | インターセプト | インターセプト | インターセプト |
| シーズン | チーム | GP   | GS   | Cmb      | Solo     | Ast      | Sck      | FF         | FR         | Yds        | TD         | Int            | Yds            | Avg            | Lng            | TD             | PD             |
| -------- | ------ | ---- | ---- | -------- | -------- | -------- | -------- | ---------- | ---------- | ---------- | ---------- | -------------- | -------------- | -------------- | -------------- | -------------- | -------------- |
| 2016     | SF     | 15   | 15   | 73       | 43       | 30       | 6.0      | 0          | 2          | 0          | 0          | 0              | 0              | 0.0            | 0              | 0              | 1              |
| 2017     | SF     | 16   | 16   | 61       | 45       | 16       | 3.0      | 1          | 0          | 0          | 0          | 0              | 0              | 0.0            | 0              | 0              | 5              |
| 2018     | SF     | 16   | 16   | 67       | 44       | 23       | 12.0     | 0          | 1          | 0          | 0          | 0              | 0              | 0.0            | 0              | 0              | 3              |
| 2019     | SF     | 16   | 16   | 62       | 34       | 28       | 7.5      | 2          | 4          | 12         | 1          | 0              | 0              | 0.0            | 0              | 0              | 2              |
| 2020     | IND    | 15   | 14   | 58       | 37       | 21       | 9.5      | 2          | 1          | 0          | 0          | 0              | 0              | 0.0            | 0              | 0              | 3              |
| 2021     | IND    | 17   | 16   | 68       | 40       | 28       | 7.0      | 0          | 0          | 0          | 0          | 0              | 0              | 0.0            | 0              | 0              | 3              |
| 2022     | IND    | 17   | 16   | 74       | 44       | 30       | 8.0      | 2          | 1          | 0          | 0          | 0              | 0              | 0.0            | 0              | 0              | 3              |
| 2023     | IND    | 17   | 16   | 81       | 45       | 36       | 8.0      | 2          | 1          | 26         | 1          | 0              | 0              | 0.0            | 0              | 0              | 7              |
| 2024     | IND    | 12   | 11   | 61       | 24       | 37       | 6.5      | 0          | 0          | 0          | 0          | 0              | 0              | 0.0            | 0              | 0              | 1              |
| 通算     | 通算   | 141  | 136  | 605      | 356      | 249      | 67.5     | 9          | 10         | 38         | 2          | 0              | 0              | 0.0            | 0              | 0              | 28             |

| シーズン | チーム | 試合 | 試合 | タックル | タックル | タックル | タックル | ファンブル | ファンブル | ファンブル | ファンブル | インターセプト | インターセプト | インターセプト | インターセプト | インターセプト | インターセプト |
| シーズン | チーム | GP   | GS   | Cmb      | Solo     | Ast      | Sck      | FF         | FR         | Yds        | TD         | Int            | Yds            | Avg            | Lng            | TD             | PD             |
| -------- | ------ | ---- | ---- | -------- | -------- | -------- | -------- | ---------- | ---------- | ---------- | ---------- | -------------- | -------------- | -------------- | -------------- | -------------- | -------------- |
| 2019     | SF     | 3    | 3    | 12       | 9        | 3        | 2.5      | 1          | 1          | 0          | 0          | 0              | 0              | 0.0            | 0              | 0              | 0              |
| 2020     | IND    | 1    | 1    | 2        | 2        | 0        | 0.0      | 0          | 0          | 0          | 0          | 0              | 0              | 0.0            | 0              | 0              | 0              |
| 通算     | 通算   | 4    | 4    | 14       | 11       | 3        | 2.5      | 1          | 1          | 0          | 0          | 0              | 0              | 0.0            | 0              | 0              | 0              |

- 2024年度シーズン終了時
- 太字は自身最高記録